# San Lorenzo (Firenze)
A San Lorenzo (Basilica di San Lorenzo) Firenze egyik legnagyobb és igen nevezetes temploma. Az olaszországi reneszánsz építészet több kiemelkedő építménye található meg a magyarul Szent Lőrinc-bazilika néven nevezhető épületegyüttesben. Ezek közül legnevezetesebbek a Sagrestia Vecchia kápolnája, a Medici-kápolnák (a Sagrestia Nuova és a Medici hercegi kápolna a kupolával), valamint a könyvtár lépcsőháza a templomhoz tartozó kolostorépületben.

## A San Lorenzo bazilika helye a városban
A templom a város központjának nyugati részén található, nem messzire a Santa Maria del Fiore székesegyháztól. Ugyancsak a közelben található a Medici-palota is. A San Lorenzo a Mediciek családi templomának számított. A 15. század elején határozták el, hogy a korábbi templom helyén új templomot építenek. Bár építését elkezdték és folytatták végig a 15. század folyamán, befejezésére csak a század végén került sor. Homlokzati márványborítása azonban mindmáig nem készült még el.
A korábban a helyén állt templomot 393-ban szentelték föl. Ennek védőszentje Milánó szentéletű püspöke, Szent Ambrus volt. Három évszázadon át a város székesegyháza volt még azelőtt, hogy a püspöki széktemplom átköltözött a Santa Reparata-templomba. A 11. század folyamán román stílusban építették újjá. 1419-ben határozta el Giovanni (Bicci) Medici, hogy a román stílusú templom helyére új, reneszánsz stílusú épületet építtet.
A reneszánsz templomot Filippo Brunelleschi tervei szerint kezdték építeni. Bár az 1420 táján megkezdett építés lassan haladt, 1440-re elkészült az (Sagrestia Vecchia (Öreg sekrestye). Brunelleschi 1446-ban bekövetkezett halála után az építkezést Antonio Manetti és Michelozzo folytatta, mint építésvezető. II. Piusz pápa firenzei látogatása idejére a templomot ideiglenesen „befejezték” (1459), bár a kápolnák építése még a század végén is tartott.

## Az épület belsejének leírása
A firenzei San Lorenzo a reneszánsz építészet számos jellemző jegyét viseli magán. Ezek közül több Brunelleschi más alkotásain is nyomon követhető. Ilyen a templom bazilikaformája. A főhajó kiemelkedik a két oldalhajó között és ablakain át kap fényt a templomcsarnok. A főhajó és a kereszthajó találkozásánál az oltárhoz közelítő szemlélő megáll és az ég felé táruló kupola látványában gyönyörködik.
A főhajó egyik díszét a hajó oldalát képező boltívek és oszlopok áttekinthető rendszere képezi. Az oszlopok, faloszlopok, ívek, párkányok vonalát gyakran hangsúlyozzák sötétebb színű kővel (pietra serena, sötét firenzei kőzet). Az épület és az épületrészek, valamint a díszítő szerkezetek méretarányaiban fölfedezhetjük az antik építészetben is oly kedvelt aranymetszési arányokat.
A San Lorenzo Brunelleschi első nagy templomterve, később azonban újabb templom építésével bízták meg. Ez a Santo Spirito. Ebben a nagy építész továbbfejlesztette a San Lorenzóban először megvalósított elképzeléseit. Az építészek Brunelleschinek ezt a későbbi templomát arányosabbnak, sikerültebbnek is tekintik.

## Kápolnák
Három nevezetes kápolna tartozik a San Lorenzo templomhoz: a Sagrestia Vecchia (Öreg sekrestye), a Sagrestia Nuova (Új sekrestye) és a Medici hercegi kápolna.

## Homlokzat, külső borítás
A 16. század elején X. Leó pápa, aki a Medici-család tagja volt, megbízta Michelangelót, hogy készítsen terveket az elkészült templom márványborítására. Michelangelo fából készítette el a modellt, amely szépen mutatta az antik arányokat. De a munka mindmáig befejezetlen maradt. Csak napjainkban merült föl ismét a gondolat a homlokzat befejezésére.  